# Island i Eurovision Song Contest 2011
Island deltog i Eurovision Song Contest 2011 i Düsseldorf, Tyskland. Landet valde artist och bidrag genom Söngvakeppni Sjónvarpsins 2011, som anordnades av isländska Ríkisútvarpið (RÚV).

## Tävlingsupplägg
Upplägget med deltävlingar kvarstod från tidigare år. I varje deltävling tävlade fem artister där tre gick vidare till finalen. Vd:n för RÙV, Páll Magnússon, skrev i ett öppet brev till uttagningen för Söngvakeppni Sjónvarpsins att alla bidrag som tävlar i uttagningen måste vara framförda på isländska, eftersom det är en isländsk sångtävling avsedd för underhållning av de isländska tv-tittarna. Detta uttalande har dock gett blandade känslor hos publiken, som hellre hade sett Islands bidrag framföras på engelska[källa behövs].
Fram till midnatt den 18 oktober 2010 kunde man skicka in bidrag till uttagningen. Söngvakeppni Sjónvarpsins 2011 var endast öppen för isländska låtskrivare, dock fick de samarbeta med icke-islänningar men fick max ha med tre bidrag i tävlingen. 
Finalen hölls den 12 februari 2011.

## Semifinalerna
I varje semifinal tävlade fem bidrag, varav två gick vidare till finalen utom i den tredje semifinalen där tre gick till finalen. I finalen tävlade sedan sju bidrag om att bli Islands representant till ESC 2011.

### Semifinal 1
Sändes den 15 januari 2011. Bidrag med gul bakgrund tog sig till finalen.
| Nr | Artist                 | Bidrag              | Text och musik                            |
| -- | ---------------------- | ------------------- | ----------------------------------------- |
| 1  | Böddi & JJ Soul Band   | "Lagið þitt"        | Ingvi Þór Kormáksson                      |
| 2  | Haraldur Reynisson     | "Ef ég hefði vængi" | Haraldur Reynisson                        |
| 3  | Pétur Örn Guðmundsson  | "Elísabet"          | Pétur Örn Guðmundsson                     |
| 4  | Hanna Guðný Hitchon    | "Huldumey"          | Ragnar Hermannsson - Anna Þóra Jónsdóttir |
| 5  | Erna Hrönn Ólafsdóttir | "Ástin mín eina"    | Arnar Ástráðsson                          |

### Semifinal 2
Sändes den 22 januari 2011. Bidrag med gul bakgrund tog sig till finalen
| Nr | Artist                                       | Bidrag        | Text och musik                                                               |
| -- | -------------------------------------------- | ------------- | ---------------------------------------------------------------------------- |
| 1  | Yohanna                                      | "Nótt"        | María Björk Sverrisdóttir, Marcus Frenell, Beatrice - Magnús Þór Sigmundsson |
| 2  | Bryndís Ásmundsdóttir                        | "Segðu mér"   | Jakob Jóhannsson - Tómas Guðmundsson                                         |
| 3  | Kristján Gíslason & Íslenzka Sveitin         | "Þessi þrá"   | Albert G. Jónsson                                                            |
| 4  | Rakel Mjöll Leifsdóttir                      | "Beint á ská" | Tómas Hermannsson, Orri Harðarson - Rakel Mjöll Leifsdóttir                  |
| 5  | Matthías Matthíasson & Erla Björg Káradóttir | "Eldgos"      | Matthías Stefánsson - Kristján Hreinsson                                     |

### Semifinal 3
Sändes den 29 januari 2011. Bidrag med gul bakgrund tog sig till finalen. I denna semifinal skulle artisten Sigurjón Brink tävlat, men den 17 januari avled han. Brink blev 36 år gammal. Låten framfördes dock av Brinks vänner.
| Nr | Artist            | Bidrag                | Text och musik                                            |
| -- | ----------------- | --------------------- | --------------------------------------------------------- |
| 1  | Hljómsveitin Buff | "Sáluhjálp"           | Pétur Örn Guðmundsson                                     |
| 2  | Jógvan Hansen     | "Ég lofa"             | Vigni Snæ Vigfússon, Jógvan Hansen - Sigurður Örn Jónsson |
| 3  | Magni Ásgeirsson  | "Ég trúi á betra líf" | Hallgrím Óskarsson – Eiríkur Hauksson, Gerard James Borg  |
| 4  | Georg Alexander   | "Morgunsól"           | Jóhannes Kára Kristinsson                                 |
| 5  | Sigurjóns vänner  | "Aftur heim"          | Sigurjón Brink - Þórunn Erna Clausen                      |

## Finalen
Sändes den 12 februari 2011. 
| Nr | Artist                                       | Bidrag                | Text och musik                                                               |
| -- | -------------------------------------------- | --------------------- | ---------------------------------------------------------------------------- |
| 1  | Haraldur Reynisson                           | "Ef ég hefði vængi"   | Haraldur Reynisson                                                           |
| 2  | Erna Hrönn Ólafsdóttir                       | "Ástin mín eina"      | Arnar Ástráðsson                                                             |
| 3  | Yohanna                                      | "Nótt"                | María Björk Sverrisdóttir, Marcus Frenell, Beatrice - Magnús Þór Sigmundsson |
| 4  | Matthías Matthíasson & Erla Björg Káradóttir | "Eldgos"              | Matthías Stefánsson - Kristján Hreinsson                                     |
| 5  | Jógvan Hansen                                | "Ég lofa"             | Vigni Snæ Vigfússon, Jógvan Hansen - Sigurður Örn Jónsson                    |
| 6  | Magni Ásgeirsson                             | "Ég trúi á betra líf" | Hallgrím Óskarsson – Eiríkur Hauksson, Gerard James Borg                     |
| 7  | Sigurjón's Friends                           | "Aftur heim"          | Sigurjón Brink - Þórunn Erna Clausen                                         |

### Fotnoter
1. ↑  ”Arkiverade kopian”. Arkiverad från originalet den 10 juli 2010. https://web.archive.org/web/20100710143119/http://www.esctoday.com/news/read/15908. Läst 10 juli 2010.
2. ↑  ”Arkiverade kopian”. Arkiverad från originalet den 18 september 2010. https://web.archive.org/web/20100918102319/http://www.esctoday.com/news/read/16122. Läst 15 september 2010.
3. ↑  ”Arkiverade kopian”. Arkiverad från originalet den 9 november 2010. https://web.archive.org/web/20101109121658/http://esctoday.com/news/read/16211. Läst 6 november 2010.
4. ↑  http://www.eurovision.tv/page/news?id=23973&_t=icelandic_selection_contestant_sigurjn_brink_36_died
5. ↑  ”Arkiverade kopian”. Arkiverad från originalet den 31 januari 2011. https://web.archive.org/web/20110131073717/http://www.esctoday.com/news/read/16608. Läst 29 januari 2011.
6. ↑  ”Arkiverade kopian”. Arkiverad från originalet den 9 februari 2011. https://web.archive.org/web/20110209083835/http://www.esctoday.com/news/read/16681. Läst 6 februari 2011.